# Pavel Preiss
Pavel Preiss (21. května 1926 Praha-Královské Vinohrady – 17. prosince 2023 Praha) byl český historik umění a vysokoškolský pedagog. Zabýval se především uměním z období renesance, manýrismu a baroka.

## Život
Narodil se 21. května 1926 v Praze na Královských Vinohradech v rodině právníka a státního úředníka na Ministerstvu průmyslu, obchodu a živnosti Dimitrije Preisse (* 24. 12. 1889, křestní jméno je též uváděno jako Dmitrij). Jeho babičkou byla spisovatelka Gabriela Preissová. V letech 1938–1945 absolvoval Druhé státní Československé reálné gymnázium na Vinohradech. Na konci druhé světové války byl totálně nasazen. Po válce v roce 1945 začal studovat dějiny umění a klasickou archeologii na Filozofické fakultě UK. Roku 1950 byl odveden k nově založenému útvaru PTP. Tomuto útvaru zůstal nedobrovolně věrný po celou dobu jeho existence, až do roku 1954. Po návratu z vojny nastoupil do Státní památkové správy, kde se dva roky v Národní kulturní komisi zabýval katalogizací sbírkových předmětů na českých zámcích. V roce 1956 přijal zaměstnání v oddělení historické archeologie Národního muzea. Inventarizace sbírek ho nebavila a nebyl spokojen s administrativním charakterem práce ani s politickými poměry. Badatelsky se nejdříve zabýval činností Jana Quirina Jahna. Podařilo se mu při práci v muzeu absolvovat externí vědeckou aspiranturu a získal titul kandidáta věd bez nutnosti vstupovat do KSČ. Začátkem 60. let se mu naskytla příležitost pracovat ve sbírce starého umění Národní galerie, kde se stal kurátorem sbírek malířství renesance a baroka a časem se dostal i k pořádání zahraničních výstav. Tou dobou také odolal nabídkám spolupráce s StB. Roku 1969 byl jmenován docentem dějin umění na Filozofické fakultě Karlovy univerzity. Krátce na této fakultě také přednášel, ale v období normalizace byl brzy nucen odejít. Věnoval se intenzivně badatelské práci, vícekrát se vracel k okruhu výtvarníků činných pro české i slezské kláštery benediktinů, cisterciáků a premonstrátů a k umělcům kolem Františka Antonína Šporka v Kuksu. Společné zájmy a dlouholeté přátelství ho pojilo s historikem architektury Mojmírem Horynou.
Roku 1992 byl jmenován profesorem a v letech 1993–1994 se mu dostalo cti být hostujícím profesorem na katedře dějin umění Vídeňské univerzity. Po návratu do Prahy opět přednášel na Karlově univerzitě. V roce 2013 své vědecké dílo uzavřel vydáním rozsáhlé monografie o díle malíře Václava Vavřince Reinera a jeho době. Stručnou osnovu svých pamětí vložil do knížky s názvem Na co si ještě vzpomenu. V posledních letech mu v dalším studiu a práci bránila oční choroba, proto svůj badatelský archiv písemností, dokumentace a fotografií předal do Archivu Národní galerie.

## Publikace
- Panorama manýrismu: Kapitoly o umění a kultuře 16. století, Praha, Panorama 1974.
- Boje s dvouhlavou saní. Praha, Vyšehrad 1981
- Pražské paláce, 396 s., Odeon, 1973. (spoluautoři Emanuel Poche a Zdenko Feyfar)
- Ve znamení břevna a růží. Historický, kulturní a umělecký odkaz benediktinského opatství v Břevnově. (spoluautorka Milada Vilímková). Vyšehrad, Praha 1989
- Italští umělci v Praze. Renesance. Manýrismus. Baroko. Praha, 548 s., Panorama 1986.
- František Julius Lux. Západočeský rokokový malíř, 215 s., Scriptorium, Praha 2000.
- Václav Vavřinec Reiner, 103 s., Národní galerie v Praze, 2001.
- František Antonín Špork a barokní kultura v Čechách, 2. doplněné rozšířené vydání, Paseka, 2002.
- Pod Minerviným štítem, 453 s., Triáda, 2007.
- Česká barokní kresba, Národní galerie v Praze, 203 s., 2007.
- Kořeny a letorosty. Výtvarné kultury Baroka v Čechách, 303 s., Lidové noviny, 2008.
- Na co si ještě vzpomenu, 146 s., FF UK, Praha 2012
- Václav Vavřinec Reiner: dílo, život a doba malíře českého baroka. Vyd. 1. Praha : Academia a Národní galerie v Praze, 2013. 2 svazky, 598 stran, ISBN 978-80-200-2180-9
- Bibliografie Pavla Preisse v databázi Historického ústavu Akademie věd ČR